# 中華民國陸軍第十軍團指揮部

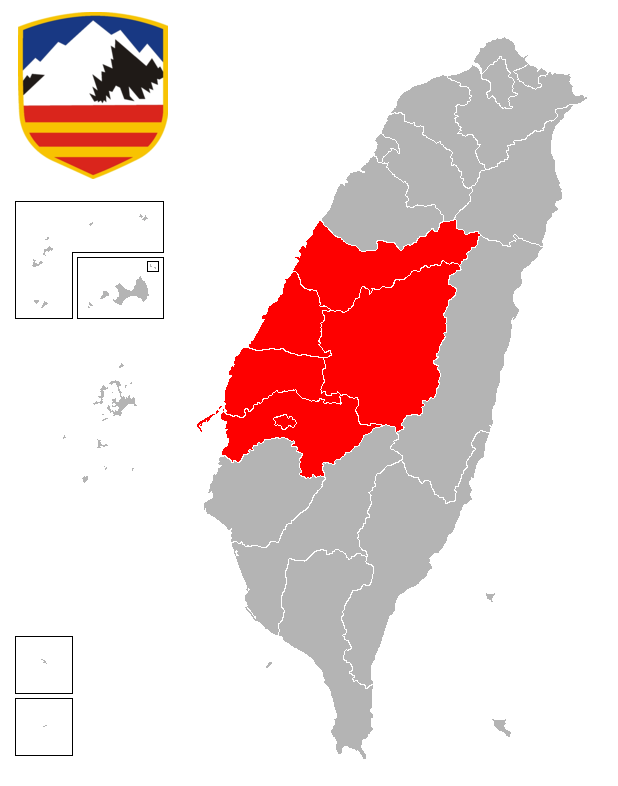
陸軍第十軍團指揮部的轄區範圍臺灣中部（臺中市、彰化縣、南投縣、雲林縣、嘉義縣、嘉義市）。

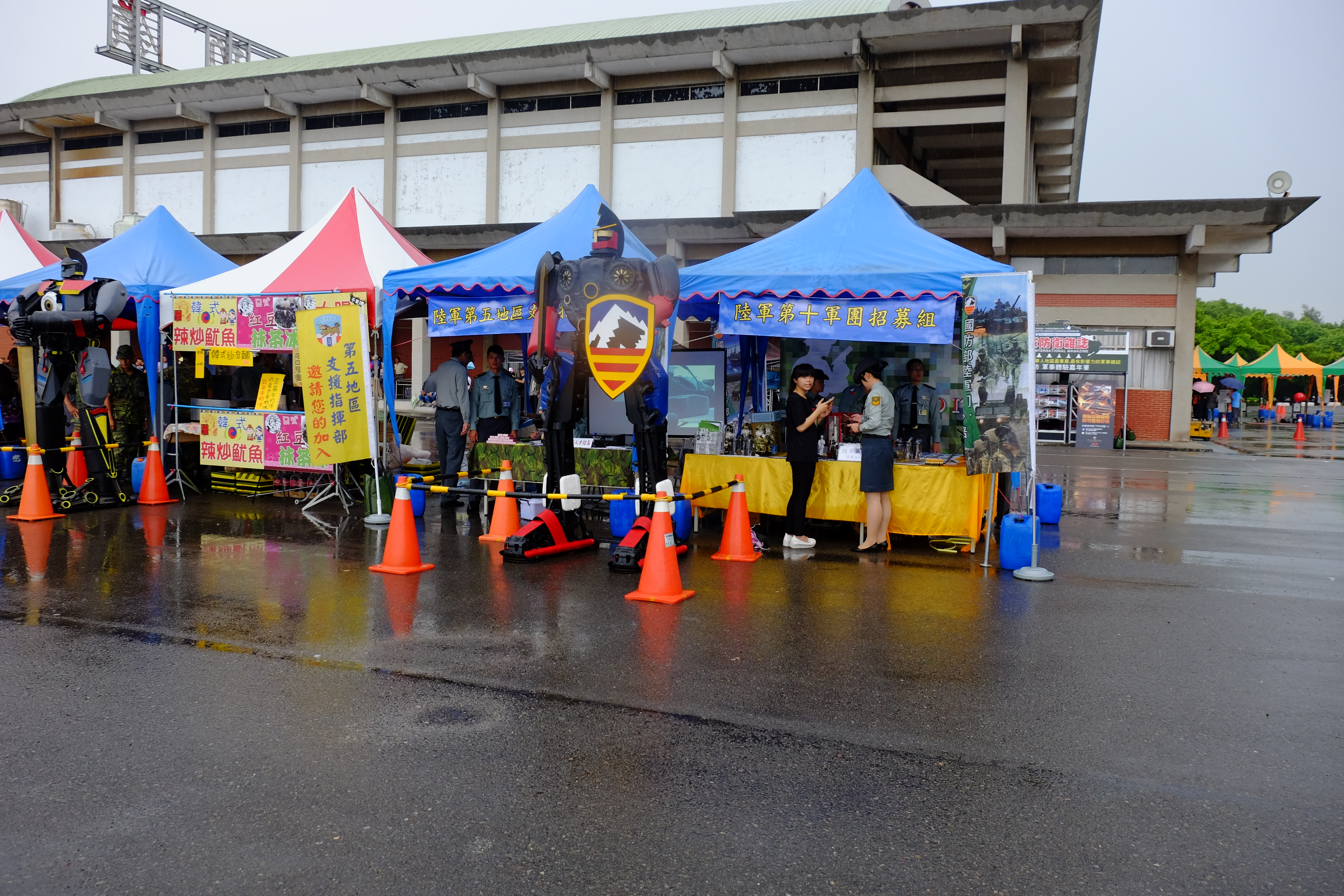
成功嶺開放日的陸軍第十軍團招募攤位

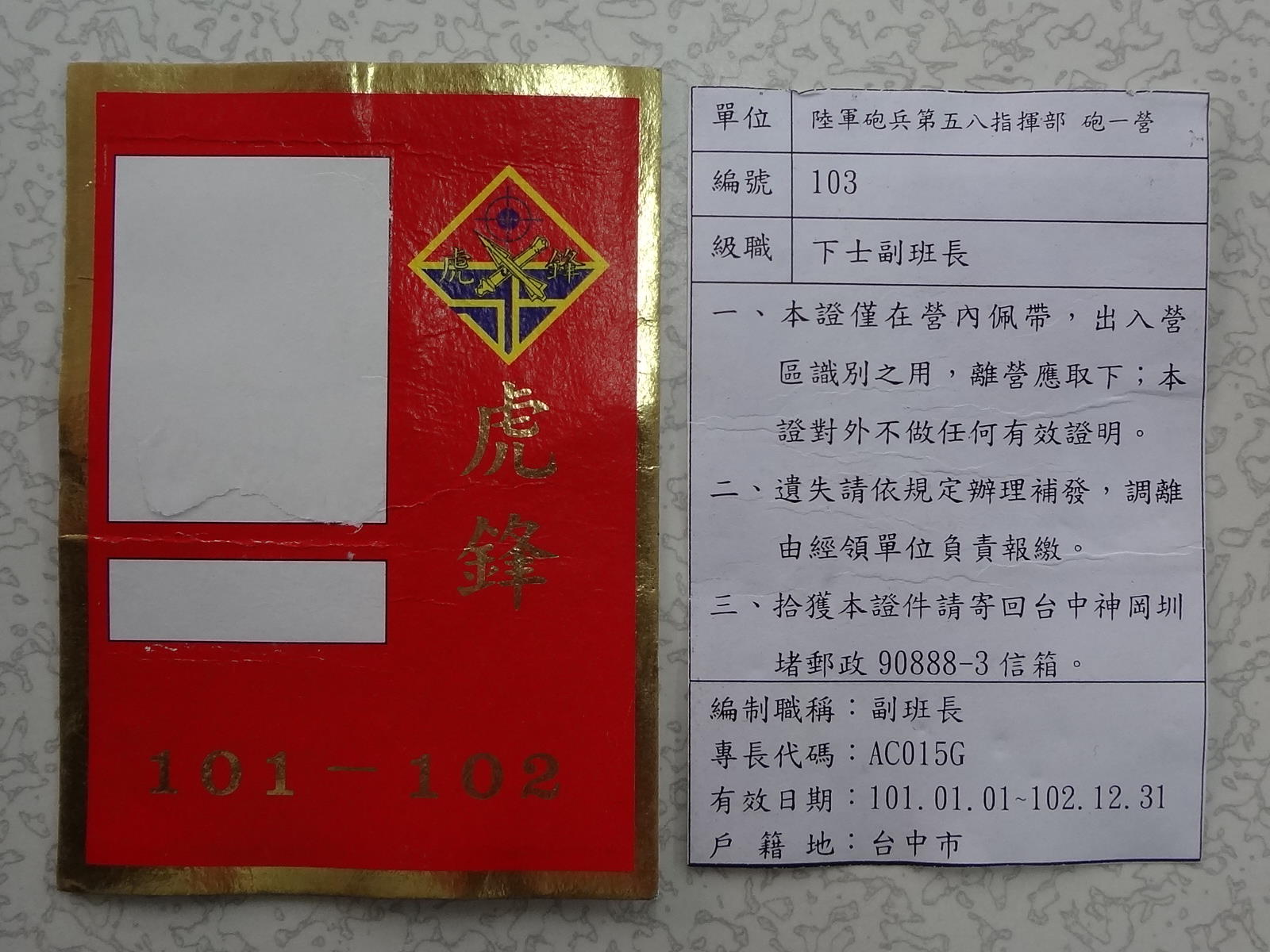
陸軍第十軍團砲兵第五八指揮部識別證

陸軍第十軍團指揮部（英語：10th Field Army；簡稱：「陸軍第十軍團、陸軍十軍團、十軍團」，隊名：「崑崙部隊」)，為中華民國陸軍下轄軍團之一，係中華民國國軍駐守於中臺灣（臺中市、彰化縣、南投縣、雲林縣、嘉義縣、嘉義市）轄區的陸軍部隊，轄區面積約10,650.35平方公里，總兵力約二萬三千人，指揮官編階陸軍中將。戰時負責第五作戰區的作戰指揮和軍事管制，統一指揮作戰區內的三軍力量和警政單位，前身為陸軍第二野戰軍團。

## 任務
戰時負責臺灣本島中部的作戰指揮與軍事管制

## 沿革
- 1942年，新編第三十八師擴編為國民革命軍新編第一軍，孫立人擔任軍長。
- 1947年7月，孫立人被調離，擔任陸軍總司令部副總司令兼陸軍訓練司令部司令，新一軍餘部被抽調並與南京成立陸軍訓練司令部，負責培訓全國國防新軍的重任。往後陸軍訓練司令部遷往臺灣高雄鳳山，在臺新培訓了陸軍第八十軍，管轄第二○一師、二○六師、三四○師，後編為臺灣南部防衛軍團。
- 1950年，由陸軍第八十軍改編成立臺灣南部防守區司令部，司令部初設於高雄縣鳳山鎮 ，司令石覺中將
- 1954年5月，於高雄鳳山與臺灣中部防守區司令部合併編成陸軍第二野戰軍團司令部。
- 1972年，變更駐地為臺中新社。
- 1976年1月，變更番號為陸軍第五軍團司令部，
- 1976年8月16日，變更番號為陸軍第十軍團司令部，隸屬陸軍總司令部。司令袁子濬中將

- 2006年3月1日，應國防組織法（精進案）規定，更銜為「陸軍第十軍團指揮部」。[1]

## 指揮管轄
- 陸軍第十軍團指揮部
指揮官 一位 中將
副指揮官 一位 少將
參謀長 一位 少將
副參謀長 二位 上校
政戰主任 一位 少將
副政戰主任 一位 上校
軍團士官督導長 一位 一等士官長
　
直屬單位
本部連
憲兵連
步兵營（駐臺灣臺中市烏日區成功嶺營區），2021年1月由幹訓班改編[2]
化學兵第三六群（駐臺灣臺中市大雅區）——“？？部隊”
工兵第五二群（駐臺灣臺中市太平區）——“光隆部隊”
砲兵第五八指揮部（駐臺灣臺中市神岡區）——“虎鋒部隊”
　
下屬單位
  - 陸軍機械化步兵第二三四旅（駐臺灣臺中市大雅區）——“長城部隊”[3]
  - 陸軍裝甲第五八六旅（駐臺灣臺中市后里區）——“鍾山部隊”
  - 陸軍步兵第三〇二旅（駐臺灣臺中市烏日區成功嶺）——“虎威部隊”
  - 陸軍步兵第一〇四旅（駐臺灣臺中市烏日區成功嶺）——“常山部隊”
  - 陸軍步兵第一〇一旅（駐臺灣省嘉義縣大林鎮）——“堅實部隊”
  - 陸軍步兵第二五七旅（駐臺灣省嘉義縣大林鎮）——“軍魂部隊”
  - 陸軍台中市後備旅（駐臺灣台中市）
  - 陸軍彰化縣後備旅（駐臺灣省彰化縣）
  - 陸軍南投縣後備旅（駐臺灣省南投縣）
  - 陸軍雲林縣後備旅（駐臺灣省雲林縣）
  - 陸軍嘉義後備旅（駐臺灣省嘉義縣）

- 配屬單位
  - 陸軍第五地區支援指揮部（駐臺灣臺中市新社區） ——“堅毅部隊”指揮官 一位 少將
  - 中部地區後備指揮部 ——“XX部隊”指揮官 一位 少將

## 歷任主官

### 陸軍第二野戰軍團司令
1. 石覺（1954年－1955年10月）
2. 皮宗敢（1955年10月－1957年6月30日）
3. 袁樸
4. 劉安祺（1957年7月1日－1958年10月31日）
5. 高魁元（1958年11月1日－1961年1月）
6. 王多年（1961年1月－1961年8月31日）
7. 張國英（1961年9月1日－1965年10月）
8. 馬安瀾（1965年10月－1969年1月5日）
9. 侯程達（1969年1月5日－1971年）
10. 胡 炘
11. 孟述美
12. 袁子濬

### 陸軍第五軍團司令
1. 袁子濬

### 陸軍第十軍團司令
1. 袁子濬
2. 言百謙（1977年12月21日－1979年11月20日）
3. 宋心濂（1979年11月21日－1981年12月15日）
4. 柏隆鑎（1981年12月16日－1984年6月30日）
5. 趙萬富（1984年7月1日－1985年12月14日）
6. 汪多志（1985年12月15日－1988年6月30日）
7. 王明洵（1988年7月1日－1988年9月30日）
8. 毛夢漪（1988年10月1日－1991年2月28日）
9. 葉競榮（1991年3月1日－1992年8月31日）
10. 郭達沾（1992年9月1日－1994年2月28日）
11. 陳鎮湘（1994年3月1日－1996年6月30日）
12. 宋川強（1996年7月1日－1998年12月31日）
13. 謝建東（1998年1月1日－1999年2月28日）
14. 高華柱（1999年3月1日－2000年7月31日）
15. 賈輔義（2000年8月1日－2001年8月15日）
16. 曾金陵（2001年8月6日－2004年5月19日）
17. 朱善權（2004年6月1日－2006年2月28日）

### 陸軍第十軍團指揮官
| 任次   | 圖像 | 姓名   | 任期                        |
| ------ | ---- | ------ | --------------------------- |
| 第1任  |      | 朱善權 | 2006年3月1日─2006年10月31日 |
| 第2任  |      | 李清國 | 2006年11月1日─2008年9月30日 |
| 第3任  |      | 趙希平 | 2008年10月1日─2010年3月31日 |
| 第4任  |      | 黃奕炳 | 2010年4月1日─2011年9月19日  |
| 第5任  |      | 趙克達 | 2011年9月20日─2013年6月30日 |
| 第6任  |      | 羅際琴 | 2013年7月1日─2014年12月31日 |
| 第7任  |      | 陳寶餘 | 2015年1月1日─2016年5月31日  |
| 第8任  |      | 周皓瑜 | 2016年6月1日─2017年9月30日  |
| 第9任  |      | 莫又銘 | 2017年10月1日─2018年8月31日 |
| 第10任 |      | 王興禮 | 2018年9月1日─2021年1月31日  |
| 第11任 |      | 李兆明 | 2021年2月1日─2023年6月30日  |
| 第12任 |      | 章元勳 | 2023年7月1日─2024年8月31日  |
| 第13任 |      | 李榮華 | 2024年9月1日─現任           |

## 外部連結
- 中華民國國防部介紹陸軍十軍團